# Tomioka (Fukushima)
Tomioka (富岡町 Tomioka-machi?) es un pueblo localizado en la prefectura de Fukushima, Japón. Tiene una población estimada, a mediados de 2021, de 12,131 habitantes.

## Geografía

### Municipios circundantes
- Prefectura de Fukushima
  - Ōkuma
  - Naraha
  - Kawauchi

## Historia

### Terremoto y tsunami de 2011
Tomioka se vio gravemente afectado por el accidente nuclear de Fukushima I, provocado por el  terremoto y tsunami de Japón de 2011. Además de sufrir daños considerables por el terremoto y el tsunami (que devastó la zona costera), la ciudad fue evacuada en masa el la mañana del 12 de marzo, ya que se encuentra dentro del radio de exclusión de 20 kilómetros alrededor de la central nuclear dañada. Solo un hombre, Naoto Matsumura, agricultor de arroz de quinta generación de entre 61 y 62 años, con su perro, se negó a evacuar y se quedó para alimentar a las mascotas y el ganado que quedaban en su vecindario con suministros donados por grupos de apoyo.
El 25 de marzo de 2013 el Gobierno central levantó la zona de evacuación nuclear en Tomioka y el pueblo fue re-zonificado en tres áreas de acuerdo con diferentes niveles de radiación. Sin embargo, el Gobierno de la ciudad decidió mantener la evacuación durante al menos otros cuatro años debido a la necesidad de reconstruir la infraestructura dañada. Se decidió que en la zona con los niveles de radiación más altos, los residentes no podrían regresar a sus hogares durante al menos cinco años. Las personas que no fueran residentes registrados tenían prohibida la entrada. Esta zona, que cubre la parte noreste de la ciudad, tenía alrededor de 4.500 habitantes. La parte central de la ciudad, que solía tener 10,000 residentes, fue designada como zona de restricción de residencia, en la que los residentes podían regresar durante el día pero tenían que salir por la noche. 
El 1° de abril de 2017 se levantó la orden de evacuación en la mayor parte de la ciudad, excepto en las áreas del noreste, lo que permitió que muchos residentes regresaran.
En abril de 2023, las localidades Yonomori y Osuge de la prefectura, son declaradas habitables luego del accidente nuclear de Fukushima I.

## Demografía
La siguiente tabla muestra la evolución demográfica de la localidad, según datos del censo japonés. Entre los años 2020 y 2021 se registró un importante regreso de evacuados por el accidente nuclear de 2011. Se estima que la población, a mediados de 2021, es de 12.131 habitantes.
| Año del censo | Población |
| ------------- | --------- |
| 1995          | 16.033    |
| 2000          | 16.173    |
| 2005          | 15.910    |
| 2010          | 16.001    |
| 2015          | 0         |
| 2020          | 2.130     |